# Vézac, Cantal
Vézac är en kommun i departementet Cantal i regionen Auvergne-Rhône-Alpes i mitten av Frankrike. Kommunen ligger  i kantonen Arpajon-sur-Cère som ligger i arrondissementet Aurillac. År 2022 hade Vézac 1 314 invånare.

## Befolkningsutveckling
Antalet invånare i kommunen Vézac
Referens:INSEE